# بيني غرين
بيني غرين (بالإنجليزية: Benny Green) هو لاعب كرة قدم بريطاني (وحمل سابقاً جنسية المملكة المتحدة لبريطانيا العظمى وأيرلندا) في مركز الهجوم، ولد في 23 فبراير 1883 في المملكة المتحدة، وتوفي في 26 أبريل 1917 في فرنسا. لعب مع برمنغهام سيتي وبريستون نورث إيند ونادي بارنسلي ونادي بلاكبول ونادي بيرنلي.